# Xian de Xiuwen
Le xian de Xiuwen (修文县 ; pinyin : Xiūwén Xiàn) est un district administratif de la province du Guizhou en Chine. Il est placé sous la juridiction de la ville-préfecture de Guiyang.

## Démographie
La population du district était de 283 482 habitants en 1999.